# Cahiers du cinéma
«Кінозошити» (фр. Cahiers du Cinéma) — впливовий французький журнал, заснований 1951 року Андре Базеном, Жаком Доніоль-Валькрозом та Жозефом-Марі Ло Дюка. Він успадкував багато ідей журналу «Кіноогляди» (Revue du Cinéma), серед дописувачів якого були учасники двох паризьких кіноклубів — «Об'єктив 49» (Objectif 49, Роберт Брессон, Жан Кокто, Александр Астрюк та ін.) та «Кіноклуб Латинського кварталу» (Ciné-Club du Quartier Latin). Першим редактором журналу був Ерік Ромер, а до колективу постійних авторів журналу входили Жак Ріветт, Жан-Люк Годар, Клод Шаброль та Франсуа Трюффо.

## Історія журналу
В історії журналу виділяють два ключові періоди: період 1950-х років, протягом якого було закладено засади феномену Нової Хвилі та сформульовано ключові поняття теоретичних дебатів про кіно у Великій Британії та США, та період політизації журналу після революції травня 1968 року.
Серед рис, які об'єднували авторів «Кінозошитів» з авторами «Кінооглядів» називають зацікавленість до американського кінематографа (Гоукс, Гічкок, Форд, Ланг), італійського (Дзаваттіні, Вісконті, Росселліні) та радянського кіно (Ейзенштейн, Довженко), а також до «мистецтва кіно» загалом (Бергман, Луїс Бунюель, Мідзогуті, Вайда) та до полеміки про французьке кіно у статтях Кокто, Беккера, Ренуара, Віго, Франжю, Шаброля, Трюффо та Рене.
Упродовж 1952-53-х років у «Кінозошитах» з'явилися перші статті Годара (під псевдонімом Ганса Лукаса), Жана Домарши, Франсуа Трюффо, Жака Ріветта та Клода Шаброля, після чого вони стали постійними авторами журналу. У січні 1954 року була опублікована стаття Трюффо Певні тенденції французького кіно, у якій вперше були сформульовані ключові положення політики журналу на багато років і яка поклала початок сучасних «Кінозошитів». 
В історії «Кінозошитів» Доніоль-Валькроз пише про те, що після цієї статті було зрозуміло, що автори журналу проголошують відданість певним авторам (Ренуару, Росселліні, Гічкоку, Кокто, Брессону) та критикують інших, формулюючи основні положення теорії авторського кіно (politique des auteurs), одного з основних концептів «Кінозошитів», який був радше доктриною, аніж теорією. Найголовнішою була ідея про «логічність» переходу від критики до створення самих фільмів.
Після невдачі «Кінозошитів» створити «Революційний культурний фронт» 1973 року Серж Дане, разом з Сержем Тубіана, очолив роботу редколегії журналу. Вони запросили до журналу філософів Мішеля Фуко, Жака Рансьєра та Жіля Делеза — згодом цей період назвуть «поверненням до кіно».

## Десятка журналу «Кінозошити»
Журнал «Кінозошити» за результатами голосування читачів щорічно у грудневому випуску публікує 10 найкращих фільмів, які демонструвалися на екранах Франції за попередній рік.